# Spione, Agenten, Soldaten – Geheime Kommandos im Zweiten Weltkrieg
Spione, Agenten, Soldaten – Geheime Kommandos im Zweiten Weltkrieg ist eine 26-teilige westdeutsche Dokumentarfilm-Fernsehserie von Janus Piekalkiewicz. Sie wurde ab dem 4. Januar 1969 in der ARD ausgestrahlt und noch im selben Jahr für die Episode Schlachtschiff ´Tirpitz´ wird gejagt mit dem 1. Preis des IX. Internationalen Fernsehfestivals in Monte Carlo ausgezeichnet.

## Handlung, Produktionshintergründe
In jeder der ca. 30-minütigen Episoden wird ein Ereignis aus dem Land-, See-, und Luftkrieg sowie der europäischen Widerstandsbewegungen gegen die deutsche Besatzungsherrschaft im Zweiten Weltkrieg behandelt. Den Schwerpunkt bilden Kommando-Operationen von militärischen Spezialeinheiten wie der britischen Special Operations Executive (SOE). Thematisiert wird nur der europäische Kriegsschauplatz und ausschließlich alliierte Kommandoeinsätze mit Ausnahme einer italienischen Operation. Nur eine Episode behandelt allgemein den Einsatz sowjetischer Partisanen.
Durch eine Sprecherstimme aus dem Off werden sowohl zeitgenössische Dokumentarfilmaufnahmen als auch offenbar um 1967 eigens angefertigte Filminterviews mit früheren Beteiligten von militärischen bzw. nachrichtendienstlichen Operationen gebunden. Eingeblendet werden weiterhin Standfotos, Karten und Zeichnungen. Die Sprechertexte, Fotos und andere Dokumente wurden in dem noch 1969 von Piekalkiewicz verfassten Sachbuch des gleichnamigen Titels ediert, das im Münchener Südwest-Verlag erschien.
Die Buchproduktion war laut Verlagsangaben vom Autor bereits bei der Produktion der Serie geplant gewesen. P. habe für die Serie fünf Jahre recherchiert, über eine Million Fotos gesichtet und 250.000 km zurückgelegt.(Piekalkiewicz, S. 8f.)
Für die Serie wurden dem Autor von zahlreichen Zeitzeugen oder Archiven Bilder, Dokumente und Informationen zur Verfügung gestellt, u. a. von Werner Haupt,  Jürgen Rohwer, dem Bundesarchiv-Militärarchiv in Freiburg i. Br., dem Imperial War Museum in London, dem Musée de la Guerre in Paris oder dem National Archives and Records Service in Washington, DC.

## Episoden
- 1. Auf der Spur der fliegenden Bombe (Fieseler Fi 103)
- 2. Eine Rakete verschwindet (Aggregat 4)
- 3. Angriffsziel NORSK HYDRO (Norwegische Schwerwasser-Sabotage)
- 4. Die vorgetäuschte Invasion (Operation Fortitude)
- 5. Schlachtschiff ´Tirpitz´ wird gejagt (Tirpitz (Schiff, 1941))
- 6. Prag, 27. Mai 1942 (Operation Anthropoid)
- 7. Aufstand in Warschau (Warschauer Aufstand)
- 8. Nach uns die Sintflut (Operation Chastise)
- 9. S.O.E. London schult Saboteure (Special Operations Executive)
- 10. Monmartre, Planquadrat H18 (Mathilde Carré[3])
- 11. Kennwort: Rote Kapelle (Rote Kapelle)
- 12. Russlands verborgene Armee (Sowjetische Partisanen)
- 13. Nachrichten von Lucy (Rudolf Rößler)
- 14. Wetterstationen in der Arktis (Wilhelm Dege)
- 15. Kidnapping auf Kreta (Heinrich Kreipe)
- 16. Alexandria – zwei Männer gegen ein Schlachtschiff (Decima Flottiglia MAS)
- 17. Vorbereitungen zur Invasion
- 18. Major Martin zieht in den Krieg (Operation Mincemeat)
- 19. Ein Mann namens Manus (Max Manus)
- 20. Bürger von Calvados (Réseau Centurie)
- 21. Agent 54 (Paul Thümmel)
- 22. Handstreich auf Radarstation (Operation Biting)
- 23. Abor gut untergebracht (Englandspiel)
- 24. Liberator AL 523 (Flugzeugabsturz bei Gibraltar (1943))
- 25. Operation Frankton (Operation Frankton)
- 26. HMS CAMPBELTOWN´S letzte Fahrt (HMS Campbeltown)

## Überlieferung
2014 wurde die Serie von der VZ-Handelsgesellschaft vollständig auf DVD ediert.